# École des Pâquis
Pour les articles homonymes, voir Paquis (homonymie).
 (décembre 2016).
Améliorez-le ou discutez des points à vérifier. 
 (juillet 2008).
L'École des Pâquis est le nom donné par Alexandre Cingria (1879-1945) à un groupe de jeunes peintres suisses, élèves de l'École des Beaux-Arts de Genève entre 1924 et 1930 sous la direction d'Adrien Bovy.

## Présentation de l'École des Pâquis
Ses principaux représentants sont Emilio Maria Beretta (1907-1974), Albert Chavaz (1907-1990) et Paul Monnier (1907-1982). Tous trois partageaient un atelier dans le quartier des Pâquis à Genève. On associe généralement à ce groupe René Antonietti, Albert Januarius di Decarli, Pierre-Barthélémy Pitteloud et André Raphoz. Tous considéraient les peintres Alexandre Cingria et Jean-Louis Gampert comme des maîtres. Parmi leurs professeurs, on relève Fernand Bovy (perspective), Philippe Hainard (figure), Serge Pahnke   (composition), et James Vibert (modelage).
Un mouvement artistique est défini selon des critères fixés par des historiens ou critiques d'art. En peinture, la dénomination d’école est souvent attribuée après coup, par observation de certaines similitudes dans la production de différents artistes. Parfois, au contraire, il s'agit de la reconnaissance de l'émergence d'une communauté d'expression. Cette situation est beaucoup plus rare. 

## Reconnaissance
«  C'est une nouvelle école qui a pris naissance dans ce quartier quasi maritime, gagné depuis cent ans, sur le lac, les estacades, les fossés, les marécages et les prés à moitié inondés qui précédaient à l'ouest le vieux port de Genève et qui s'appelle aujourd'hui les Pâquis.

L'École des Pâquis réunit dans un groupement compact des éléments pris de toutes les régions de la Suisse latine, groupement auquel appartient pour la première fois aux côtés de Genève et du Valais, le Tessin qui n'est pas encore entièrement colonisé par le Nord. L'École des Pâquis doit beaucoup au peintre genevois Fernand Bovy qui dirige à l'école supérieure des Beaux-Arts de Genève d'une façon lumineuse une des plus belles classes d'enseignement qui soit au monde.
Un atelier suspendu dans le haut de la rue de l'École et le café si renommé dans le monde des mariniers, le Tonneau à Genève sont les quartiers généraux de l'École ; mais on la voit partout où il y a à peindre ou à boire. Partout où il y a des églises à décorer, des cinquantenaires à fêter et des vernissages à arroser. À Finhaut elle était cet été à l'œuvre. À Genève elle navigue entre l'Athénée, les Acacias, le Simplon, Vésenaz et Monthoux. L'été elle émigre souvent à Locarno.
L'École des Pâquis est seule à offrir ce miracle que dans tant d'autres associations plus ordonnées nous avons depuis longtemps tenté de faire surgir dans notre pays, la collaboration de plusieurs artistes à une œuvre commune. L'École des Pâquis est arrivée tout simplement et sans effort en laissant naturellement de côté toute vanité encombrante et tout débordement indiscret de personnalité.

Ces garçons sont batailleurs et ont parfois le poing dur, mais il leur sera pardonné pour leur modestie qui touche à l'humilité chrétienne. Ils appartiennent à cette génération d'après guerre où l'on ne rêve plus de surhomme. Ils préfèrent les subtilités du métier aux théories esthétiques. Aussi lorsque la paresse, les alcools, la bohème et les combines ne les tentent pas trop, sont-ils capables d'efforts autrement disciplinés que ceux que nous avons fait dans le même sens depuis près de 30 ans. En somme vive la jeunesse d'après guerre dont on a trop médit.  »
— Alexandre Cingria
« D'UNE ÉCOLE

Les singes sont les républicains de l'art, et l'état actuel de la peinture est le résultat d'une liberté anarchique qui glorifie l'individu, quelque faible qu'il soit, au détriment des associations, c'est-à-dire des écoles.
Ce résultat d'une liberté anarchique dont parlait Baudelaire était déjà, à l'époque, la conséquence inévitable de la propagation des idées démocratiques. Il n'a fait qu'empirer, et subséquemment, le mot d'école de peinture a disparu dans l'esprit des gens comme pouvant représenter actuellement un groupe de peintres travaillant aux mêmes ouvrages dans un même esprit.
La collaboration intime des jeunes peintres suisses Emilio Beretta, Albert Chavaz, André Raphoz et Paul Monnier, sans aucun souci d'individualité, en véritables ouvriers de la peinture, a déjà suscité l'étonnement de certains devant l'originalité de leur œuvre. Par cela, le groupe des peintres des Pâquis devenait une école, "une école c'est-à-dire une foi, l'impossibilité du doute".

Cette petite école s'est formée si spontanément, sans recherche de nouveauté, sans théorie discursive ou intellectualisme, qu'on peut s'en émerveiller comme d'un cas rare.  »
— Quiney W. Aeschlimann
«  Le nom d' « École des Pâquis » n'a pas été choisi ; il est né du besoin qu'ont les gens de placer sous un seul vocable des éléments semblables dont ils ont à causer. Ce beau titre est né des facilités de la conversation.
Ses peintres, néanmoins, forment bien une école. Peut-être celle-ci deviendra-t-elle une conséquente illustration de la Suisse latine, par sa formation. Avec un penchant à l'épanouissement grandiose du Baroque, dans une époque qui l'est, alors que cet art a été brisé. Cela dit en cherchant les impondérables de son inconsciente direction.
 »
— Quiney W. Aeschlimann

## Expositions
Entre 1928 et 1935, les peintres de l'École des Pâquis, tous âgés de moins de trente ans, ont fortement contribué à l'animation de la vie culturelle genevoise. Ils ont réalisé plusieurs décorations et participé à de nombreuses expositions collectives, parmi lesquelles on peut noter : 
- 1929 : IIe Salon rhodanien. Genève, Palais des expositions, juillet 1929
- 1929 : Permanente de l'Athénée. Genève, palais de l'Athénée, novembre 1929
- 1930 : 2e Salon de Romanité. Lausanne, La Grenette, novembre 1930
- 1930 : École des Pâquis. Genève, Au Polyèdre, juin 1930
- 1931 : Exposition nationale des Beaux-Arts. Genève, Palais des expositions, septembre 1931
- 1931 : 3e Salon de Romanité. Genève, palais de l'Athénée, septembre 1931
- 1932 : Groupe romand de Saint-Luc. Genève, musée Rath, décembre 1932
- 1932 : Romanité. Genève, palais de l'Athénée, février 1932
- 1933 : Beretta - Monnier. Genève, palais de l'Athénée, mai 1933
- 1933 : Exposition de Noël (Dessins), Classe des Beaux-Arts. Genève, palais de l'Athénée, décembre 1933
- 1935 : 4e Salon de Romanité. Genève, palais de l'Athénée, février 1935
- 1935 : Groupe romand de Saint-Luc. Genève, musée Rath, février 1935

## Critiques
Toutes ces expositions ont été largement commentées dans l'ensemble de la presse régionale. En voici quelques extraits :
- « Je la trouve donc très sympathique cette petite "École des Pâquis". Évidemment les artistes qui la composent ont encore à apprendre. Mais ils semblent avoir tous de la vocation et, cela, c'est infiniment estimable en cette époque où tant de gens s'adonnent aux lettres ou aux arts sans y être poussés par une nécessité intérieure. » W. Matthey-Claudet[8]

- « Ils (ces artistes) peignent volontiers petit, minutieux, très fini et verni, comme naguère Jean-Louis Gampert. Ils peignent gris aussi, comme pour le mur. D'autres dieux les inspirent encore : Shakespeare, Delacroix, Baudelaire, Goya, Poe. Reflets dans la nuit. Mystiques de l'art. Un mystère est en eux et la poésie est mystère. » J. B. Bouvier[9]

Et plus récemment :
- « Les membres de l'École des Pâquis laissent des œuvres d'un réel intérêt qu'il sera un jour (que l'on espère pas trop lointain!) intéressant de reconsidérer. » Stéphane Rochette[10]